# Bernard Leene
Bernardus Petrus „Bernard” Leene (ur. 14 lutego 1903 w Hadze, zm. 24 listopada 1988 w Amsterdamie) – holenderski kolarz torowy, dwukrotny medalista olimpijski oraz wicemistrz świata.

## Kariera
Pierwszy sukces w karierze Bernard Leene osiągnął w 1925 roku, kiedy zdobył brązowy medal w sprincie indywidualnym amatorów podczas mistrzostw świata w Amsterdamie. W zawodach tych wyprzedzili go jedynie dwaj rodacy: Jaap Meijer i Antoine Mazairac. Na rozgrywanych trzy lata później igrzyskach olimpijskich w Amsterdamie wspólnie z Daanem van Dijkiem wywalczył złoty medal w wyścigu tandemów. W tej samej konkurencji był czwarty na igrzyskach w Los Angeles w 1932 roku, gdzie Holendrzy przegrali walkę o brąz z Duńczykami. Ostatni medal wywalczył podczas igrzysk w Berlinie w 1936 roku, w parze z Henkiem Oomsem zajmując drugie miejsce w tandemach. Był trzeci na mistrzostwach świata w 1925. Kilkakrotnie zdobywał medale torowych mistrzostw Holandii, jednak nigdy nie zwyciężył.